# Urs Karpf
Urs Karpf (* 9. November 1938 in Zürich) ist ein Schweizer Schriftsteller.

## Leben
Urs Karpf absolvierte eine Ausbildung zum Chemielaboranten. Von 1960 bis 1971 arbeitete er in der Stahlindustrie in Schweden, danach als Projektleiter in der schweizerischen Aluminium- und Uhrenindustrie.
Seit 1980 ist Urs Karpf freier Schriftsteller. Er lebte in Büren und wohnt heute in Biel/Bienne.

## Auszeichnungen
- 1977: Mölle-Literaturpreis
- 1982: Buchpreis des Kantons Bern
- 1991: Literaturpreis der Stadt Boppard
- 1993: Buchpreis des Kantons Bern

## Werke
- Der Technokrat. Roman. Zytglogge Verlag, Gümligen 1977, ISBN 3-7296-0062-1.
- Die Nacht des grossen Kometen. Roman. Zytglogge, Gümligen 1978, ISBN 3-7296-0077-X.
- Die Versteinerung. Roman. Limmat Verlag, Zürich 1981, ISBN 3-85791-035-6.
- Ate. Roman. Limmat, Zürich 1985, ISBN 3-85791-091-7.
- Alles hat seine Stunde. Roman. Zytglogge, Gümligen 1993, ISBN 3-7296-0453-8.
- Die Reise nach Nürtingen und andere phantastische Erzählungen. Zytglogge, Gümligen 1996, ISBN 3-7296-0526-7.